# Villemoustaussou
Villemoustaussou là một xã của Pháp, nằm ở tỉnh Aude trong vùng Occitanie.
Người dân địa phương trong tiếng Pháp gọi là Villemachois.
Các xã giáp ranh:Villegailhenc, Pennautier et Conques-sur-Orbiel.

## Hành chính
| Danh sách các xã trưởng                |                  |                   |      |         |
| Giai đoạn                              | Giai đoạn        | Tên               | Đảng | Tư cách |
| tháng 3 năm 2001                       | tháng 3 năm 2014 | Christian Raynaud | PS   |         |
| Tất cả các dữ liệu trước đây không rõ. |                  |                   |      |         |

## Thông tin nhân khẩu
| Năm | 1962 | 1968  | 1975  | 1982  | 1990  | 1999  | 2006  |
| --- | ---- | ----- | ----- | ----- | ----- | ----- | ----- |
| Dân số | 947  | 1 059 | 1 706 | 2 254 | 2 729 | 2 696 | 3 300 |
| From the year 1962 on: No double counting—residents of multiple communes (e.g. students and military personnel) are counted only once. |      |       |       |       |       |       |       |